# Pinchas Goldschmidt
Pinchas Goldschmidt (* 21. července 1963, Curych, Švýcarsko) je od roku 1993 vrchním rabínem Moskvy. Založil a vede moskevský rabínský soud Společenství nezávislých států a od roku 2011 je prezidentem Konference evropských rabínů, která sdružuje přes 700 rabínů.

## Život
Goldschmidt se narodil v Curychu do rodiny, která ve Švýcarsku žila po čtyři generace. Do Ruska přijel v roce 1989 a pracoval na znovuobnovení židovského komunitního života včetně škol, rabínského soudu, pohřební společnosti, košer kuchyní, rabínských škol a politických struktur, jako je např. Ruský židovský kongres.
Hovoří plynně několika jazyky včetně ruštiny, francouzštiny, němčiny, hebrejštiny, jidiš a angličtiny.
V březnu 2022, tedy krátce po začátku ruské invaze na Ukrajinu, odjel z Ruska do Izraele. V červnu téhož roku byl coby vrchní moskevský rabín znovuzvolen na další sedmileté období. Ve stejné době také na Konferenci evropských rabínů v Mnichově pronesl řeč, ve které se vyslovil proti rusko-ukrajinské válce. „Musíme se modlit za mír a za konec této hrozné války,“ uvedl Goldschmidt.
V rozhovoru pro mezinárodní televizní stanici Deutsche Welle v září 2022 prohlásil, že Rusko vstupuje do období hluboké izolace. Doporučil také, aby všichni Židé žijící v Rusku zemi v zájmu své bezpečnosti opustili.

## Ocenění
Dne 27. července 2016 ho francouzská vláda jmenovala rytířem Řádu Čestné legie za přínos ke vztahům mezi Ruskem a Francií.